# Festival international du film de Moscou 1997
Le 20e festival international du film de Moscou a lieu du 19 au 29 juillet 1997. Le St. George d'or est attribué au film américain Simples Secrets de Jerry Zaks.

## Jury
- Oleg Menchikov (Russie – président du jury)
- Guéorgui Dioulguérov (Bulgarie)
- Irakli Kvirikadze (Géorgie)
- Fernando Mendez-Leite (Espagne)
- Michel Seydoux (France)
- Sergio Olhovich (Mexique)
- Mrinal Sen (Inde)
- Beata Tyszkiewicz (Pologne)

## Films en compétition
Les films suivants sont sélectionnés pour la compétition principale :
| Titre anglais ou français            | Titre original                   | Réalisateur(s)     | Pays d'origine                      |
| ------------------------------------ | -------------------------------- | ------------------ | ----------------------------------- |
| Swallowtail and Butterfly            | Suvaroteiru                      | Shunji Iwai        | Japon                               |
| Blue Mountain                        | Blue Mountain                    | Thomas Tanner      | Suisse, Allemagne                   |
| The Minister of State                | Ságojoga ministtar               | Paul-Anders Simma  | Finlande, Norvège, Suède            |
| Paradis express                      | Knockin' on Heaven's Door        | Thomas Jahn        | Allemagne, Pays-Bas, Belgique       |
| Comme des rois                       | Comme des rois                   | François Velle     | France                              |
| Simples Secrets                      | Marvin's Room                    | Jerry Zaks         | États-Unis                          |
| A Trap                               | Pułapka                          | Adek Drabiński     | Pologne                             |
| The Witman Boys                      | Witman fiuk                      | János Szász        | Hongrie, France, Allemagne, Pologne |
| La Vie silencieuse de Marianna Ucria | Marianna Ucrìa                   | Roberto Faenza     | Italie, France, Portugal            |
| Mère et fils                         | Mat' i syn                       | Alexandre Sokourov | Russie, Allemagne                   |
| Le Plus Beau Métier du monde         | Le Plus Beau Métier du monde     | Gérard Lauzier     | France                              |
| Shanghai 1937                        | Hotel Shanghai                   | Peter Patzak       | Autriche, Chine                     |
| First Option                         | Fei hu                           | Gordon Chan        | Hong Kong                           |
| Bring Me the Head of Mavis Davis     | Bring Me the Head of Mavis Davis | John Henderson     | Royaume-Uni                         |
| Sardari Begum                        | Sardari Begum                    | Shyam Benegal      | Inde                                |
| Chevrolet                            | Chevrolet                        | Javier Maqua       | Espagne                             |

## Prix
- St. George d'or : Simples Secrets de Jerry Zaks
- St. George d'argent spécial : Mère et fils d'Alexandre Sokourov
- St. George d'argent :
  - Meilleur réalisateur : János Szász pour The Witman Boys
  - Meilleur acteur : Til Schweiger pour Paradis express
  - Meilleure actrice : Isabel Ordaz pour Chevrolet
- Prix FIPRESCI: The Witman Boys de János Szász
- Prix d'honneur - pour leur contribution au cinéma :
  - Robert De Niro (États-Unis)
  - Andrei Mikhalkov-Konchalovsky, réalisateur (Russie)
  - Sophia Loren
  - Catherine Deneuve

## Source de la traduction
- (en) Cet article est partiellement ou en totalité issu de l’article de Wikipédia en anglais intitulé « 20th Moscow International Film Festival » (voir la liste des auteurs).